# الاتاژ
الاتاژ (به انگلیسی: Alatage) یک منطقهٔ مسکونی در هند است که در کارناتاکا واقع شده‌است.